# Roger von Norman
Roger von Norman (* 4. Oktober 1908 in Nevigyén, Österreich-Ungarn; † 6. Mai 2000 in Icking; gebürtig Roger Graf von Norman) war ein deutscher Filmeditor und Filmregisseur.
Nach einer kaufmännischen Ausbildung arbeitete er seit 1930 als Schnittmeister bei der Tobis. Von Norman besorgte bis 1938 den Schnitt von ungefähr 30 Filmen. Bei seinem Debüt als Regisseur mit Spiel im Sommerwind verhalf er der 16-jährigen Hannelore Schroth zum Durchbruch.
Danach erhielt von Norman, möglicherweise aufgrund seines „nicht arischen“ Großvaters, jedoch nur noch selten Regieaufträge. Sein Film Moselfahrt mit Monika wurde mit einem Aufführungsverbot belegt. Auch nach Kriegsende fand er kaum Berücksichtigung. Seine letzte Regiearbeit, der Dokumentarfilm Die Partei hat immer recht setzte sich mit der SED auseinander. Danach lebte Graf von Norman mit seiner Frau Brigitte, zwei Töchtern und einem Sohn, als Besitzer eines Vollblutgestüts in Oberbayern.

## Filmografie
Schnitt
- 1930: 1914, die letzten Tage vor dem Weltbrand
- 1931: Holzapfel weiß alles
- 1932: Fräulein – Falsch verbunden
- 1933: Son altesse impériale
- 1933: Manolescu, der Fürst der Diebe
- 1933: Der Page vom Dalmasse-Hotel
- 1933: Der Zarewitsch
- 1934: Die Stimme der Liebe
- 1934: Die große Chance
- 1934: Die englische Heirat
- 1935: Ein falscher Fuffziger
- 1935: Die blonde Carmen
- 1935: Der Student von Prag
- 1936: Der Kurier des Zaren
- 1936: Konfetti (Confetti)
- 1936: Ave Maria
- 1936: Port Arthur
- 1936: Gleisdreieck
- 1937: Togger
- 1937: Die Fledermaus
- 1940: Hochzeitsnacht
- 1941: Wetterleuchten um Barbara

Regie
- 1938: Spiel im Sommerwind (auch Drehbuch)
- 1939: Die fremde Frau
- 1941: Himmelhunde
- 1943/52: Moselfahrt mit Monika
- 1949: Derby (auch Co-Drehbuch)
- 1951: Christoph
- 1952: Gott lebt (Kurz-Dokumentarfilm)
- 1953: Die Partei hat immer recht (Dokumentarfilm)